# ラルフ・タウナー

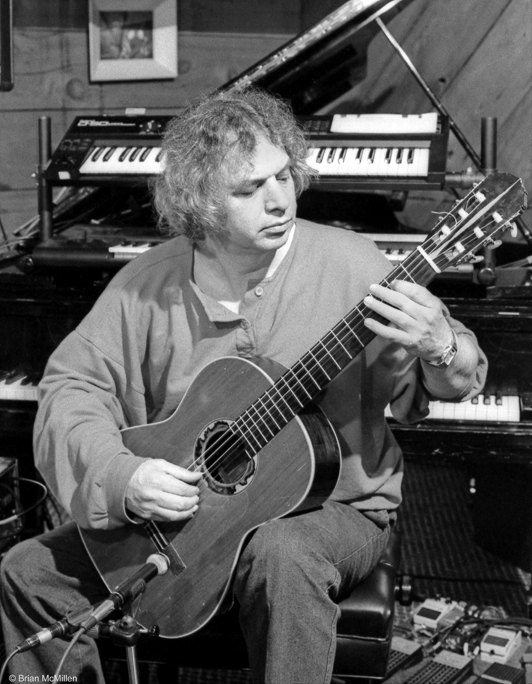
オレゴンで演奏するラルフ・タウナー（1989年4月30日、アメリカ・カリフォルニア州ハーフムーンベイ）

ラルフ・タウナー（Ralph Towner、1940年3月1日 - ）は、アメリカワシントン州出身のギタリスト、ピアニスト、コンポーザー、アレンジャー。自己バンドのオレゴンのリーダーでもある。12弦ギター、クラシックギター、ピアノ、シンセサイザー、パーカッション、トランペット等を演奏するマルチ奏者である。

## 略歴
1940年3月1日、アメリカ合衆国ワシントン州シャヘイリスに生まれる。母はピアノ教師、父はトランペット奏者という音楽一家であった。
1958年にオレゴン大学に入り、芸術を専攻し、その後に作曲へと専攻を変えた。ほどなくして、後にオレゴンで活動をともにするベース奏者のグレン・ムーアと出会う。当初のタウナーはピアノの演奏と作曲を探求しており、中でもジャズ・ピアノ奏者ビル・エヴァンスの初期作品群から大きな影響を受けた。次いで気まぐれに購入したクラシック・ギターに魅了され、1960年代初頭にはオーストリア人ギター奏者・音楽家カール・シャイトの下で学ぶためウィーンに赴いた。
1968年にニューヨーク市へ移り、当地のジャズ・シーンでギターとピアノ演奏による音楽活動を始め、サクソフォーン奏者ポール・ウィンターのグループであるポール・ウィンター・コンソートへ加入し、ムーアに加えて当グループに在籍していたポール・マッキャンドレス、コリン・ウォルコットとの親交も生まれ、1970年には4人によるバンド「オレゴン」が編成される運びとなった。また、ウィンターから譲られて初めて手にした12弦ギターをも自らの作風に取り入れていった。
1972年には、オレゴンが『北の星 (Music of Another Present Era)』でアメリカのレーベル「ヴァンガード」からデビューを飾る一方で、1973年にはムーアとのデュオ名義で、ドイツ・ミュンヘンの新興レーベル「ECM」からの初作品『ブルージョ (Trios / Solos)』が登場した。オレゴンもECMから1980年代に3枚の作品を発表した一方で、タウナーは1970年代以降継続的に、ECMレーベルの他の契約ミュージシャンたちと共演したデュオ・トリオ・カルテットその他の形態、あるいはソロや多重録音で聴かせる様々な作品を、同レーベルから出している。

## ディスコグラフィ

### リーダー・アルバム
- 『ブルージョ』 - Trios / Solos (1972年、ECM) ※with グレン・ムーア
- 『ダイアリー』 - Diary (1974年、ECM)
- 『マッチブック』 - Matchbook (1975年、ECM) ※with ゲイリー・バートン
- 『ソルスティス』 - Solstice (1975年、ECM)
- 『サーガッソーの海』 - Sargasso Sea (1976年、ECM) ※with ジョン・アバークロンビー。旧邦題『ザ・デュエット』
- 『闇の音』 - Solstice/Sound and Shadows (1977年、ECM)
- 『バティク』 - Batik (1978年、ECM)
- 『オールド・フレンズ、ニュー・フレンズ』 - Old Friends, New Friends (1979年、ECM)
- 『ソロ・コンサート』 - Solo Concert (1979年、ECM) ※旧邦題『ソロ・ライヴ』
- 『ファイヴ・イヤーズ・レイター』 - Five Years Later (1982年、ECM) ※with ジョン・アバークロンビー。旧邦題『チャイルズ・プレイ』
- Blue Sun (1983年、ECM)
- 『スライド・ショー』 - Slide Show (1986年、ECM) ※with ゲイリー・バートン
- 『シティー・オブ・アイズ』 - City of Eyes (1989年、ECM)
- 『オープン・レター』 - Open Letter (1992年、ECM)
- Un'altra vita (1992年、Cam) ※同名のイタリア映画（イタリア語版）[4]のサウンドトラック盤
- 『オラクル』 - Oracle (1994年、ECM) ※with ゲイリー・ピーコック
- 『ジンガロ〜終りのない歌』 - Songs Without End (1994年、Tokuma Japan) ※with マーク・コープランド
- 『ロスト・アンド・ファウンド』 - Lost and Found (1996年、ECM)
- 『ANA』 - Ana (1997年、ECM)
- 『イフ・サマー・ハッド・イッツ・ゴースト』 - If Summer Had Its Ghosts (1997年) ※with ビル・ブルーフォード & エディ・ゴメス
- 『ア・クローサー・ヴュー』 - A Closer View (1998年、ECM) ※with ゲイリー・ピーコック
- 『アンセム』 - Anthem (2001年、ECM)
- 『タイム・ライン』 - Time Line (2006年、ECM)
- From a Dream (2008年) ※with スラヴァ・グリゴリアン、ウォルフガング・ムースピール
- Chiaroscuro (2009年、ECM) ※with パオロ・フレス
- Travel Guide (2013年、ECM) ※with スラヴァ・グリゴリアン、ウォルフガング・ムースピール
- 『マイ・フーリッシュ・ハート』 - My Foolish Heart (2017年、ECM)
- 『アット・ファースト・ライト』 - At First Light (2023年、ECM)

### オレゴン
- 『北の星』 - Music of Another Present Era (1972年、Vanguard)
- 『遥かなる丘』 - Distant Hills (1973年、Vanguard)
- 『冬の陽』 - Winter Light (1974年、Vanguard)
- 『オレゴン・イン・コンサート』 - In Concert (1975年、Vanguard)
- 『オレゴン & エルヴィン・ジョーンズ』 - Together (1976年、Vanguard) ※with エルヴィン・ジョーンズ
- 『フレンズ』 - Friends (1977年、Vanguard)
- 『アウト・オブ・ザ・ウッズ - 森の中から』 - Out of the Woods (1978年、Elektra)
- 『ヴァイオリン』 - Violin (1978年、Universe) ※with ズビグニェフ・セイフェルト
- 『ムーン・アンド・マインド』 - Moon and Mind (1979年、Vanguard)
- 『ルーツ・イン・ザ・スカイ - 空の彼方に』 - Roots in the Sky (1979年、Elektra)
- 『イン・パフォーマンス』 - In Performance (1980年、Elektra)
- 『アワ・ファースト・レコード』 - Our First Record (1980年、Vanguard) ※1970年録音
- 『オレゴン』 - Oregon (1983年、ECM)
- 『クロッシング』 - Crossing (1984年、ECM)
- 『エコトピア』 - Ecotopia (1987年、ECM)
- 『45th PARALLEL』 - 45th Parallel (1989年、CBS/Portrait)
- Always, Never and Forever (1991年、Intuition)
- Troika (1993年、Intuition)
- 『ビヨンド・ワーズ』 - Beyond Words (1995年、Chesky)
- Northwest Passage (1997年、Intuition)
- Music for a Midsummer Night's Dream (The Oregon Trio) (1998年、Intuition)
- In Moscow (2000年、Intuition) ※with モスクワ・ラジオ・チャイコフスキー交響楽団
- 『ライヴ・アット・ヨシズ』 - Live at Yoshi's (2002年、Intuition)
- Prime (2005年、Cam Jazz)
- The Glide (2005年、Cam Jazz) ※iTunes版は新バージョン1曲追加
- 1000 Kilometers (2007年、Cam Jazz)
- In Stride (2010年、Cam Jazz)
- Family Tree (2012年、Cam Jazz)
- Live in New Orleans (2016年、Hi Hat)
- Lantern (2017年、Cam Jazz)